# Cheilodactylus plessisi
Cheilodactylus plessisi is een straalvinnige vissensoort uit de familie van de morwongs (Cheilodactylidae). De wetenschappelijke naam van de soort werd voor het eerst geldig gepubliceerd in 1983 door de Amerikaanse ichtytoloog John Ernest Randall.